# هانز من أيسلندا
هانز آيسلندا (بالفرنسية: Han d'Islande ) هي رواية تاريخية قوطية كتبها الكاتب الفرنسي فيكتور هوغو عام 1823.   وقد تم تنقيحه من عام 1823 إلى عام 1833 من عمل أقصر تم نشره لأول مرة في المجلة الأدبية Le Conservateur littéraire في عام 1820. ظهرت ترجمتها الإنجليزية الأولى في عام 1825. 